# スーペルコパ・ド・ブラジル
スーペルコパ・レイ（葡: Supercopa Rei, 英: King Super Cup）、またはスーペルコパ・ド・ブラジル（葡: Supercopa do Brasil, 葡: Brazil's Super Cup）は、ブラジルサッカー連盟（CBF）が主催する、ブラジルで行われているサッカーのスーパーカップ戦である。前年のカンピオナート・ブラジレイロ・セリエAの勝者と前年のコパ・ド・ブラジルの勝者が対戦する。
2024年大会からは、2022年12月に亡くなったペレに敬意を表して「スーペルコパ・レイ」に大会名が変更された。

## 男子

### 歴代優勝クラブ
緑色がスーペルコパ・ド・ブラジルの優勝チーム
| 回                                                 | 年度   | セリエA年間優勝 | 結果        | コパ優勝       | 会場                                                     | 入場者数 |
| -------------------------------------------------- | ------ | --------------- | ----------- | -------------- | -------------------------------------------------------- | -------- |
| 1                                                  | 1990年 | ヴァスコ        | 0-2         | グレミオ       | ポルト・アレグレ, エスタディオ・オリンピコ・モヌメンタル | 34,461人 |
| 1                                                  | 1990年 | ヴァスコ        | 0-0         | グレミオ       | リオデジャネイロ, サン・ジャヌアリオ                     | 2,932人  |
| 2                                                  | 1991年 | コリンチャンス  | 1-0         | フラメンゴ     | サンパウロ, エスタジオ・ド・モルンビー                   | 2,706人  |
| 1992年から2019年にかけては大会は開催されていない。 |        |                 |             |                |                                                          |          |
| 3                                                  | 2020年 | フラメンゴ      | 3-0         | アトレチコＰＲ | ブラジリア, マネ・ガリンシャ                             | 48,009人 |
| 4                                                  | 2021年 | フラメンゴ      | 2-2 (6-5 p) | パルメイラス   | ブラジリア, マネ・ガリンシャ                             | 0人      |
| 5                                                  | 2022年 | アトレチコMG    | 2-2 (8-7 p) | フラメンゴ     | クイアバ, アレーナ・パンタナール                         | 32,028人 |
| 6                                                  | 2023年 | パルメイラス    | 4-3         | フラメンゴ     | ブラジリア, マネ・ガリンシャ                             | 56,095人 |
| 7                                                  | 2024年 | パルメイラス    | 0-0 (2-4 p) | サンパウロ     | ベロオリゾンテ, ミネイロン                               | 42,741人 |

### クラブ別優勝回数
| クラブ名                 | 優勝 | 準優勝 | 優勝年     | 準優勝年         |
| ------------------------ | ---- | ------ | ---------- | ---------------- |
| フラメンゴ               | 2    | 3      | 2020, 2021 | 1991, 2022, 2023 |
| パルメイラス             | 1    | 2      | 2023       | 2021, 2024       |
| グレミオ                 | 1    | 0      | 1990       |                  |
| コリンチャンス           | 1    | 0      | 1991       |                  |
| アトレチコ・ミネイロ     | 1    | 0      | 2022       |                  |
| サンパウロ               | 1    | 0      | 2024       |                  |
| ヴァスコ・ダ・ガマ       | 0    | 1      |            | 1990             |
| アトレチコ・パラナエンセ | 0    | 1      |            | 2020             |

## 女子
2022年からは女子大会が開催された。ブラジル女子サッカーのセリエA1の上位12チームとA2の上位4チームに予備資格が与えられる。各州連盟から1チームのみが出場可能であり、この基準によっても出場枠が埋まらない場合は、全国ランキングで最上位に位置する州連盟から2クラブが参加する。
| 回 | 年度   | セリエA年間優勝 | 結果 | コパ優勝   | 会場                     |
| -- | ------ | --------------- | ---- | ---------- | ------------------------ |
| 1  | 2022年 | コリンチャンス  | 1-0  | グレミオ   | アレーナ・デ・サンパウロ |
| 2  | 2023年 | コリンチャンス  | 4-1  | フラメンゴ | アレーナ・デ・サンパウロ |
| 3  | 2024年 | コリンチャンス  | 1-0  | クルゼイロ | アレーナ・デ・サンパウロ |